# Yirol

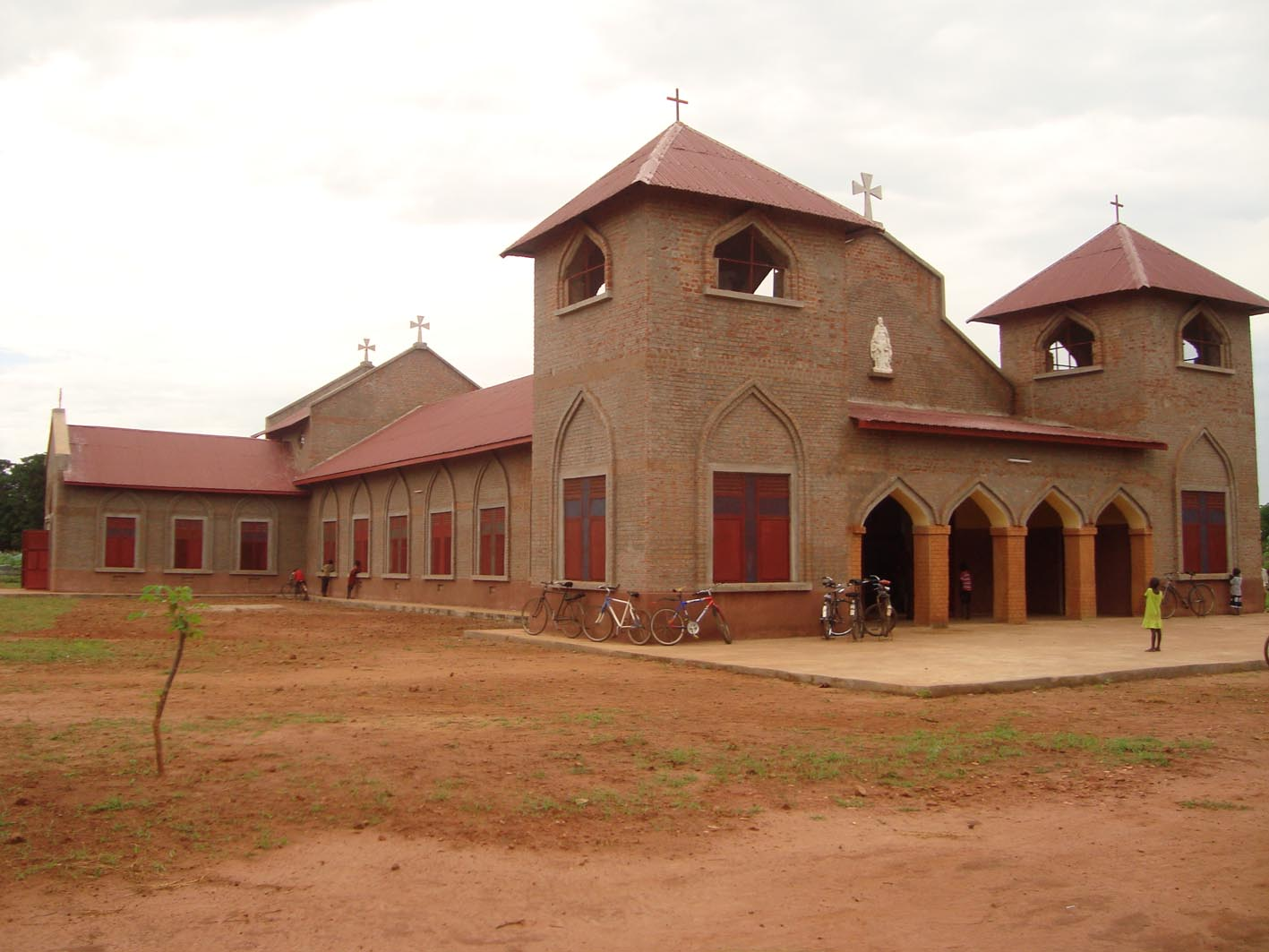
Katholische Kirche

Yirol ist eine Stadt im zentralen Bundesstaat Lakes im Südsudan. Sie hatte etwa 11.600 Einwohner im Jahr 2011.

## Geografie
Yirol liegt zentral im Bundesstaat Lakes, etwa 100 Kilometer östlich der Bundeshauptstadt Rumbek. Die Stadt liegt am gleichnamigen See.

## Verkehr
Der Flugplatz Yirol hat eine unbefestigte Landepiste und keinerlei weitere Infrastruktur. Er liegt im nordöstlichen Teil des Ortes.

## Religion
Yirol verfügt über eine römisch-katholische Kirche des Bistums Rumbek.